# Кукув (Підляське воєводство)
Кукув (пол. Kuków) — село в Польщі, у гміні Сувалки Сувальського повіту Підляського воєводства.
Населення — 65 осіб (2011).
У 1975-1998 роках село належало до Сувальського воєводства.

## Демографія
Демографічна структура станом на 31 березня 2011 року:
|          | Загалом | Допрацездатний вік | Працездатний вік | Постпрацездатний вік |
| -------- | ------- | ------------------ | ---------------- | -------------------- |
| Чоловіки | 31      | 8                  | 21               | 2                    |
| Жінки    | 34      | 7                  | 21               | 6                    |
| Разом    | 65      | 15                 | 42               | 8                    |